# 姜珉赫
 姜珉赫（韓語：강민혁，1999年2月17日—），韓国男子羽毛球運動員。

## 簡歷
2017年7月，姜珉赫与金元昊出戰韓國羽毛球大師賽。在首圈，面对师兄同胞的鄭義錫/金德永時以1比2 （13-21、21-15、17-21）惜败對手。
2017年10月，姜珉赫代表韩國出戰印尼日惹舉行的世界青年羽毛球錦標賽。在率先進行的混合团体赛中，隨韩國队取得铜牌；而在雙打賽事中，姜敏赫与金元昊則在準决赛以1比2（21-19、17-21、19-21）不敌該屆冠軍、日本组合金子真大/久保田友之祐，收穫季軍。
2018年4月，姜珉赫与金元昊出戰大阪羽毛球國際挑戰賽。在男双準决赛中，兩人最終以1比2（21-17、17-21、18-21）惜败于日本的橋本博且/佐伯祐行，创下俩人合作以来在国际赛事中的最佳成绩。

## 主要比賽成績
只列出曾進入準決賽的國際賽事成績：
| 年份   | 賽事                     | 公開賽級別 | 項目     | 拍檔   | 成績   |
| ------ | ------------------------ | ---------- | -------- | ------ | ------ |
| 2016年 | 亞洲青年羽毛球錦標賽     | 其他       | 混合團體 | －     | 亞軍   |
| 2017年 | 亚洲青年羽毛球錦標賽     | 其他       | 混合團體 | －     | 冠军   |
| 2017年 | 亚洲青年羽毛球錦標賽     | 其他       | 混合雙打 | 白荷娜 | 季軍   |
| 2017年 | 世界青年羽毛球錦標賽     | 其他       | 混合團體 | －     | 季軍   |
| 2017年 | 世界青年羽毛球錦標賽     | 其他       | 男子雙打 | 金元昊 | 季軍   |
| 2018年 | 亞洲羽毛球團體錦標賽     | 其他       | 男子團體 | －     | 季軍   |
| 2018年 | 大阪羽毛球國際挑戰賽     | 國際挑戰賽 | 男子雙打 | 金元昊 | 準決賽 |
| 2018年 | 中國陵水羽毛球大師賽     | 超級100賽  | 男子雙打 | 金元昊 | 準決賽 |
| 2018年 | 美國羽毛球公開賽         | 超級300賽  | 男子雙打 | 金元昊 | 亞軍   |
| 2019年 | 大阪羽毛球國際挑戰賽     | 國際挑戰賽 | 男子雙打 | 金載煥 | 亞軍   |
| 2019年 | 越南羽毛球國際挑戰賽     | 國際挑戰賽 | 男子雙打 | 金載煥 | 亞軍   |
| 2019年 | 亞洲羽毛球錦標賽         | 其他       | 男子雙打 | 金元昊 | 季軍   |
| 2019年 | 蒙古國羽毛球國際賽       | 國際挑戰賽 | 男子雙打 | 金載煥 | 亞軍   |
| 2019年 | 海得拉巴羽毛球公開賽     | 超級100賽  | 男子雙打 | 金載煥 | 準決賽 |
| 2019年 | 印尼羽毛球國際挑戰賽     | 國際挑戰賽 | 男子雙打 | 金載煥 | 冠軍   |
| 2021年 | 蘇迪曼盃                 | 其他       | 混合團體 | －     | 季軍   |
| 2022年 | 韓國羽毛球公開賽         | 超級500賽  | 男子雙打 | 徐承宰 | 冠軍   |
| 2023年 | 馬來西亞羽毛球公開賽     | 超級1000賽 | 男子雙打 | 徐承宰 | 準決賽 |
| 2023年 | 印度羽毛球公開賽         | 超級750賽  | 男子雙打 | 徐承宰 | 準決賽 |
| 2023年 | 德國羽毛球公開賽         | 超級300賽  | 男子雙打 | 徐承宰 | 亞軍   |
| 2023年 | 蘇迪曼盃                 | 其他       | 混合團體 | －     | 亞軍   |
| 2023年 | 馬來西亞羽毛球大師賽     | 超級500賽  | 男子雙打 | 徐承宰 | 冠軍   |
| 2023年 | 印尼羽毛球公開賽         | 超級1000賽 | 男子雙打 | 徐承宰 | 準決賽 |
| 2023年 | 韓國羽毛球公開賽         | 超級500賽  | 男子雙打 | 徐承宰 | 準決賽 |
| 2023年 | 澳洲羽毛球公開賽         | 超級500賽  | 男子雙打 | 徐承宰 | 冠軍   |
| 2023年 | 世界羽毛球錦標賽         | 其他       | 男子雙打 | 徐承宰 | 冠軍   |
| 2023年 | 中國羽毛球公開賽         | 超級1000賽 | 男子雙打 | 徐承宰 | 準決賽 |
| 2023年 | 亞洲運動會羽毛球比賽     | 其他       | 男子團體 | －     | 銅牌   |
| 2023年 | 韓國羽毛球大師賽         | 超級300賽  | 男子雙打 | 徐承宰 | 準決賽 |
| 2023年 | 世界羽聯世界巡迴賽總決賽 | 總決賽     | 男子雙打 | 徐承宰 | 冠軍   |
| 2024年 | 馬來西亞羽毛球公開賽     | 超級1000賽 | 男子雙打 | 徐承宰 | 準決賽 |
| 2024年 | 印度羽毛球公開賽         | 超級750賽  | 男子雙打 | 徐承宰 | 冠軍   |
| 2024年 | 亞洲羽毛團體錦標賽       | 其他       | 男子團體 | －     | 季軍   |
| 2024年 | 法國羽毛球公開賽         | 超級750賽  | 男子雙打 | 徐承宰 | 準決賽 |
| 2024年 | 日本羽毛球公開賽         | 超級750賽  | 男子雙打 | 徐承宰 | 亞軍   |
| 2024年 | 韓國羽毛球公開賽         | 超級500賽  | 男子雙打 | 徐承宰 | 亞軍   |
| 2024年 | 香港羽毛球公開賽         | 超級500賽  | 男子雙打 | 徐承宰 | 冠軍   |
| 2025年 | 奧爾良羽毛球大師賽       | 超級300賽  | 男子雙打 | 奇東柱 | 冠軍   |
| 2025年 | 蘇迪曼盃                 | 其他       | 混合團體 | －     | 亞軍   |
| 2025年 | 臺北羽毛球公開賽         | 超級300賽  | 男子雙打 | 奇東柱 | 亞軍   |

| 2007-2017年 | 首要超級賽 | 超級賽 | 黃金大獎賽 | 大獎賽 | 國際挑戰賽 | 國際系列賽 | 未來系列賽 | 其他 |

| 2018-2026年 | 總決賽 | 超級1000賽 | 超級750賽 | 超級500賽 | 超級300賽 | 超級100賽 | 國際挑戰賽 | 國際系列賽 | 未來系列賽 | 其他 |

### 奧運會和世錦賽參賽紀錄
|          | 搭檔   | 2022 | 2023 | 2024 |
| -------- | ------ | ---- | ---- | ---- |
| 男子雙打 | 金載煥 | 64強 | －   | －   |
| 男子雙打 | 徐承宰 | －   | 冠軍 | 8強  |

### 世界冠軍頭銜
姜敏赫在羽毛球生涯中共奪得1項羽毛球世界冠軍頭銜。
| 賽事             | 奪冠次數 | 年份               |
| ---------------- | -------- | ------------------ |
| 世界羽毛球錦標賽 | 1        | 2023年（男子雙打） |
| 總計             | 1        |                    |

## 其他獎項
| 年份   | 頒獎典禮               | 獎項                 | 搭檔   | 結果   | 備註  |
| ------ | ---------------------- | -------------------- | ------ | ------ | ----- |
| 2024年 | BWF 2024年度最佳運動員 | 年度最佳男子雙打組合 | 徐承宰 | 待公布 | [ 4 ] |